# Lagoa de Parnaguá
A Lagoa de Parnaguá é o maior lago natural do Brasil , localizado no estado do Piauí, sendo as demais naturalmente reconhecida como maiores, lagos artificiais como é o caso de sobradinho, ou lagunas, como é o caso da maior reservatório de agua natural do brasil Juparanã , quando cheio atinge um volume de 72km², suas águas são abastecidas pelo Rio Paraim, rio perene do extremo sul do estado.
A lagoa dista aproximadamente 800km da capital Teresina, e localizado em um dos municípios mais antigos do estado, onde nasceu o ministro do império, João Lustosa da Cunha - o Marquês de Paranaguá.
A Prefeitura de Parnaguá criou um decreto que transformou cerca de 70 mil hectares em Parque Ambiental Municipal e em Área de Proteção Ambiental – APA Lagoa de Parnaguá.
Hoje boa parte da lagoa está em degradação, com sua imensa área sendo transformada em campo de pasto, as estiagens cada vez mais forte na região sul piauiense, e o uso descontrolado de sua água natural, causaram a destruição das suas margens, assim como a sobstrução do leito do rio que abastece o lago. A agricultura também pode ter sido um dos agravantes para a atual situação.